# William Lassiter

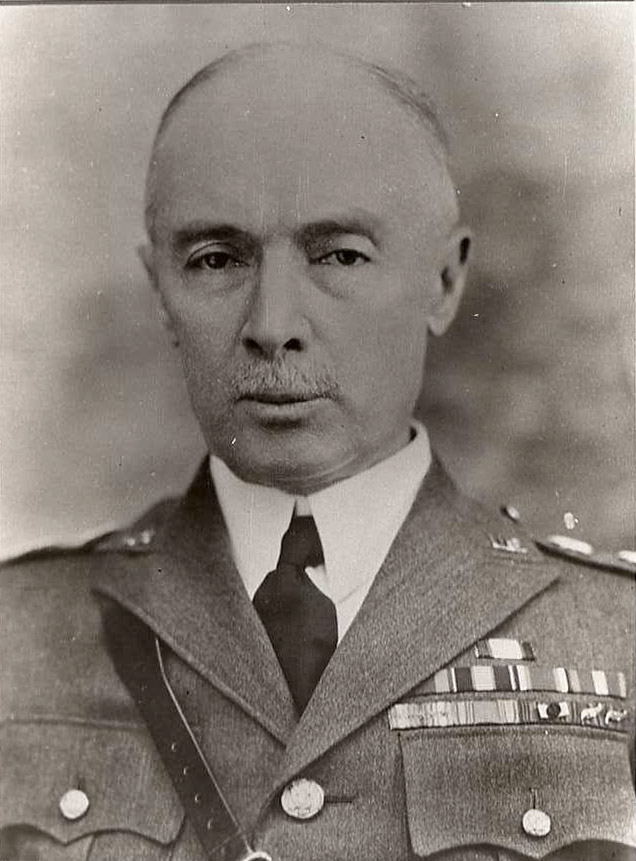
William Lassiter

William Lassiter (* 29. September 1867 in Petersburg, Virginia; † 29. März 1959 in Santa Barbara, Santa Barbara County, Kalifornien) war ein Generalmajor der United States Army.
William Lassiter war der Sohn von Daniel William Lassiter (1827–1903) und dessen Frau Anna Rives Heath (1835–1888). Er war ein jüngerer Bruder des Kongressabgeordneten Francis R. Lassiter.
In den Jahren 1885 bis 1889 durchlief er die United States Military Academy in West Point. Nach seiner Graduation wurde er als Leutnant der Feldartillerie zugeteilt. In der Armee durchlief er anschließend alle Offiziersränge bis zum Zwei-Sterne-General. Im Lauf seiner militärischen Karriere absolvierte Lassiter verschiedene Kurse und Schulungen. Dazugehörten unter anderem der Artillery Officers Course.
In seinen jüngeren Jahren absolvierte er den für Offiziere in den niederen Rangstufen üblichen Dienst in verschiedenen Einheiten und Standorten. Im weiteren Verlauf seiner Laufbahn kommandierte er Einheiten auf fast allen militärischen Ebenen. Zwischenzeitlich wurde er auch als Stabsoffizier eingesetzt. Während des Spanisch-Amerikanischen Kriegs war er auf Kuba eingesetzt und im Jahr 1914 nahm er an der Besetzung von Veracruz teil. Dazwischen war er unter anderem als Dozent an der Militärakademie in West Point tätig (1901). Von 1901 bis 1903 kommandierte er eine Kompanie (7th Battery) in Fort Riley. Danach erfüllte er einige Missionen als Stabsoffizier unter anderem auch in Washington, D.C. und als Inspekteur der amerikanischen Truppen auf Kuba. Dann war er für einige Zeit auf den Philippinen stationiert. Im Jahr 1911 bereiste er mit einer amerikanischen Militärdelegation Europa, wo er unter anderem an einem Manöver der deutschen kaiserlichen Armee als Beobachter teilnahm. Nach einer weiteren Tätigkeit als Stabsoffizier in Washington wurde er nach Texas versetzt. Von da aus nahm er als Oberstleutnant an der erwähnten Besetzung von Vera Cruz teil.
Im Jahr 1915 war Lassiter in Camp Stotsenburg (Philippinen) stationiert. Anschließend wurde er, inzwischen als Oberst, Militärattaché an der amerikanischen Botschaft in London. Nach dem amerikanischen Eintritt in den Ersten Weltkrieg war Lassiter zunächst in England stationiert, wo er bis Oktober 1917 eine Einheit der dort stationierten amerikanischen Truppen (Base Section Number 3) kommandierte. Danach erhielt er das Kommando über die 51. Feldartilleriebrigade. Nach einer kurzen Ausbildung in England nahm diese Einheit unter französischem Oberkommando am Krieg teil. Im weiteren Kriegsverlauf wurde Lassiter zum I. Korps versetzt, wo er die Artillerie kommandierte. Dabei nahm er an dem Gefecht von Château-Thierry und der Zweiten Schlacht an der Marne teil. Später übernahm er das Kommando über die Artillerie des IV. Korps, mit der er an der Schlacht von St. Mihiel teilnahm. Schließlich wurde er mit dem Kommando über die Artillerie der 2. Armee betraut. Dieses Kommando behielt er bis zum Kriegsende.
Im November 1918 übernahm William Lassiter den Oberbefehl über die 32. Infanteriedivision, mit der er zu den Besatzungstruppen in Deutschland gehörte. Es folgte eine weitere Versetzung zur 3. Armee. Dort erhielt er das Kommando über deren Artillerie. Im Sommer 1919 begleitete er General John J. Pershing bei den Siegesfeiern in Paris und London.
Nach seiner Rückkehr in die Vereinigten Staaten war er bis zum September 1920 erneut Stabsoffizier in Washington. Im August 1920 wurde er permanent zum Brigadegeneral befördert. Seine Generalsränge bis einschließlich zum Generalmajor im Ersten Weltkrieg waren nur zeitlich begrenzt gewesen. Von September 1920 bis September 1921 hatte er das Kommando über Fort Knox in Kentucky. Anschließend war er bis 1923 war Leiter der Generalstabsabteilung G3 (Operationen) im Armeehauptquartier. Ab Dezember 1922 bekleidete er den Rang eines permanenten Generalmajors. In der Folge wurde er an den Panamakanal versetzt, wo er von Oktober 1923 bis September 1924 die dortige Panama Canal Division kommandierte. Danach blieb er bis 1926 in Panama, wo er als Kommandeur des Panama Canal Departments alle amerikanischen Heereseinheiten in der Region befehligte. Danach arbeitete er für einige Zeit für das Außenministerium der Vereinigten Staaten.
Von März 1927 bis März 1928 war Lassiter in Chicago stationiert, wo er die dort ansässige Sixth Corps Area kommandierte. Anschließend kommandierte er für einige Monate die amerikanischen Truppen auf den Philippinen (Philippine Department). Von Dezember 1928 bis Juli 1930 befehligte er die Eighth Corps Area in San Antonio. Im Oktober 1930 übernahm er das Kommando über das Hawaiian Department, eine frühe Vorläuferorganisation der heutigen United States Army Pacific. In dieser Funktion löste er Edwin B. Winans ab. Nachdem er sein Kommando im September 1931 an Briant H. Wells übergeben hatte, ging Lassiter altersbedingt in den Ruhestand.
Lassiter verbrachte seinen Lebensabend in Santa Barbara in Kalifornien. Dort verstarb er am 29. März 1959 und wurde auf dem dortigen Friedhof beigesetzt.
William Lassiter erhielt im Lauf seiner militärischen Laufbahn unter anderem die Orden Army Distinguished Service Medal, den Silver Star und das französische Ehrenkreuz Croix de guerre verliehen. Außerdem wurde er Mitglied der Ehrenlegion. Großbritannien verlieh ihm den St. Michaels und St. Georgs Orden.